# كايل مورتون
كايل مورتون (بالإنجليزية: Kyle Morton)‏ (31 مارس 1994 في الولايات المتحدة - ) هو لاعب كرة قدم أمريكي في مركز حراسة المرمى. لعب مع ريدينغ يونايتد إيسي.

## وصلات خارجية
- كايل مورتون على موقع الدوري الأمريكي (الإنجليزية)
- كايل مورتون على موقع قاعدة بيانات كرة القدم.إي يو (الإنجليزية)